# 28 يوما (فلم)
28 يوم هو فيلم درامي من بطولة الممثلة الأمريكية ساندرا بولوك حيث تلعب دور شخصية غوين كومينغز تعمل صحافية ولكنها تضطر للدخول إلى مصحة طبية بسبب إدمانها للكحول.

## القصة
بعدما تسببت في حادثة سيارة في يوم حفل زفاف أختها بينما كانت ثملة من تناول الكثير من المسكرات فإن القاضي قرر أن يخير غوين كومينغز بين الحبس في السجن أو الالتحاق بمصحة إعادة تأهيل. وقررت غوين اختيار الالتحاق بالمصحة ولكنها في البداية رفضت أن تنضم لمجموعة المرضى الذين يرغبون في الشفاء لأنها ترفض الاعتراف بإدمانها على الثمالة. ولكن بمرور الوقت تندمج مع باقي المرضى خصوصا أندريا التي تبلغ من العمر 17 سنة التي ترغب في الشفاء من إدمانها من الهيروين. يقوم جميع المرضى الباقين بمساعدة غوين من خلال اكتشاف شخصيتها مما يجعلها تعترف بإدمانها وتحاول الشفاء من المرض. طريقة الشفاء ليس سهل ولكن في الأخير تنجح في الشفاء.

## الشخصيات
- ساندرا بولوك في دور غوين كومينغز: صحفية تعاني من الإدمان على الكحول.
- أزورا سكاي في دور أندريا ديلاني: مدمنة الهيروين البالغة من العمر 17 سنة.
- دومينيك ويست في دور جاسبر: صديق غوين ومدمن على الكحول أيضا ودائما يعتقد بأن التعافي من الإدمان عبارة عن نكتة.
- فيجو مورتينسين في دور إيدي بون: أحد المرضى في المصحة، لاعب بيسبول مشهور مدمن على الكحول، المخدرات، والجنس.
- إليزابيث بيركينز في دور ليلي كومينغز: الشقيقة الكبرى لغوين التي تتزوج في بداية الفيلم.
- ألن توديك في دور جيرهاردت: أحد المرضى في المصحة. عاطفي جدا وذو أصول ألمانية.
- ريني سانتوني في دور دانييل: أحد المرضى في المصحة. طبيب سابق.
- ماريان جان-بابتيست في دور روشاندا: أحد المرضى في المصحة. أم لولدين.
- ديان لاد في دور بوبي جان: أحد المرضى في المصحة. سيدة عجوز.
- مايك أومالي في دور أوليفر: أحد المرضى في المصحة. مدمن على الجنس.
- ستيف بوسيمي في دور كورنيل شو: مدمن سابق يعمل حاليا كأحد المستشارين في المصحة.
- مارغو مارتيندال في دور بيتي: عاملة استقبال في المصحة.
- سوزان كريبس في دور إيفيلين: المعالجة النفسانية في المصحة.
- إيليجاه كيلي في دور دارنيل: أحد أبناء روشاندا.

## وصلات خارجية
- مقالات تستعمل روابط فنية بلا صلة مع ويكي بيانات
- Films Made in North Carolina - PDF